# Telèfon intel·ligent
Un telèfon intel·ligent (en anglès smartphone) és un ordinador de butxaca amb capacitats de telèfon mòbil que té un sistema operatiu capaç d'instal·lar aplicacions mòbils. Dit amb altres paraules, és un dispositiu mòbil que combina les funcions d'informàtica mòbil i mòbil en una sola unitat. Això li permet de tenir múltiples funcions: accés a Internet, agenda electrònica, gestió del correu electrònic, videojocs, xarxes socials, etc.
Es distingeixen dels telèfons característics tradicionals per les seves capacitats de maquinari més fortes i els seus amplis sistemes operatius mòbils, que faciliten un programari més ampli, Internet (inclosa la navegació web  a través de banda ampla mòbil) i la funcionalitat multimèdia (incloent música, vídeo, càmeres i jocs), al costat de funcions bàsiques del telèfon, com ara trucades de veu i missatges de text (SMS).
Els telèfons intel·ligents solen contenir diversos xips de circuits integrats (IC) i de metall-òxid-semiconductor (MOS) alhora que inclouen diversos sensors que es poden aprofitar mitjançant el seu programari (com ara un magnetòmetre, sensors de proximitat, baròmetre, giroscopi o acceleròmetre) i suports de comunicació sense fils (com Bluetooth, Wi-Fi o navegació per satèl·lit).
Els primers telèfons intel·ligents es comercialitzaven principalment cap al mercat empresarial, intentant unir la funcionalitat dels dispositius PDA (Assistent digital personal autònom) amb suport per a la telefonia. Aquests estaven limitats per la seva forma voluminosa, la curta durada de la bateria, les xarxes cel·lulars analògiques lentes i la immaduresa dels serveis de dades sense fils. Aquests problemes es van resoldre amb l'escala exponencial i la miniaturització dels transistors MOS fins a nivells sub-micronics (llei de Moore), la bateria de ions de liti millorada i xarxes de dades mòbils digitals més ràpides (Llei d’Edholm) i plataformes de programari més madures que permetien que els ecosistemes de dispositius mòbils es desenvolupessin independentment dels proveïdors de dades.
La millora del maquinari i la comunicació sense fils més ràpida (a causa d’estàndards com el LTE) han afavorit el creixement de la indústria dels telèfons intel·ligents. El tercer trimestre del 2012, mil milions de telèfons intel·ligents s’utilitzaven a tot el món. Les vendes mundials de telèfons intel·ligents van superar les xifres de vendes dels telèfons amb funcions a principis de 2013.

## Característiques definitòries
Hi ha mantes diferències entre telèfons mòbils i intel·ligents, però no hi ha una divisió clara ni unes característiques oficials. Una de les diferències més significatives és que els telèfons intel·ligents incorporen sistemes operatius amb accés a aplicacions de tercers (que no siguin ni el fabricants ni els operadors); això es produeix gràcies a la distribució d'APIs avançades que permeten crear aplicacions mòbils. En canvi els mòbils convencionals acostumen a funcionar amb microprogramari propietari que ofereix un suport limitat dels programes de tercers mitjançant Java ME o BREW. Tot i això en el mercat actual alguns dels telèfons mòbils "convencionals" tenen capacitats equivalents a la d'alguns telèfons intel·ligents.
Així doncs la diferència principal rau en el sistema operatiu utilitzat. Com a elements visuals i tecnològics de distinció els telèfons intel·ligents acostumen a tenir una pantalla de dimensions notables de tipus tàctil i connectivitat avançada (internet mòbil, Bluetooth, GPS, NFC, etc.).

## Història
El desenvolupament del telèfon intel·ligent va ser possible gràcies a diversos avenços tecnològics clau. L'escala exponencial i la miniaturització de MOSFETs (transistors MOS) fins a nivells sub-micronals durant la dècada de 1990-2000 (tal com preveia la llei de Moore) van permetre construir dispositius intel·ligents portàtils com telèfons intel·ligents, així com permetre la transició de les xarxes mòbils sense fils digitals analògiques a les més ràpides (donant lloc a la llei d’Edholm). Altres factors habilitants importants inclouen la bateria de ions de liti, una font d'energia indispensable que permet una llarga durada de la bateria, inventada als anys vuitanta i comercialitzada el 1991 i el desenvolupament de plataformes de programari més madures que permetessin als ecosistemes de dispositius mòbils desenvolupar-se independentment dels proveïdors de dades.

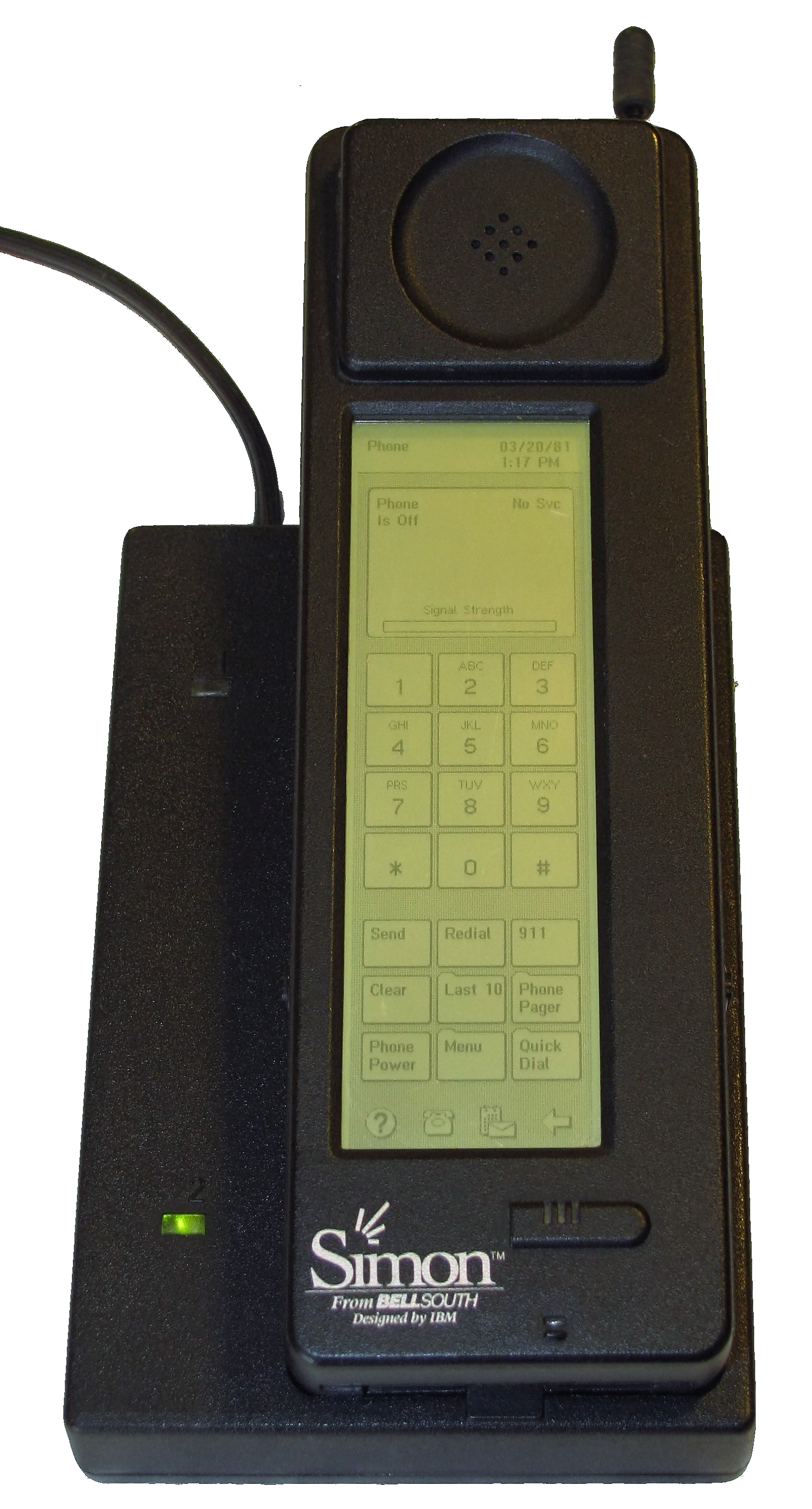
Telèfon mòbil avançant IBM Simon, amb base de recàrrega, any 1994.

### Origen del nom
Des dels inicis de la telefonia mòbil s'havien desenvolupat concepcions i prototips que combinaven funcions pròpies dels ordinadors. L'any 1994 IBM va comercialitzar el seu model Simon amb pantalla tàctil i algunes funcions pròpies dels ordinadors. Però el terme "telèfon intel·ligent" no va aparèixer fins al 1997 quan la companyia Ericsson va descriure el seu prototip GS 88 "Penelope" com a tal.

### Primers telèfons intel·ligents
Els telèfons que feien un ús eficaç de qualsevol connectivitat de dades significativa encara eren rars fora del Japó fins a la introducció de l'anomenat "Danger Hiptop" el 2002, que va aconseguir un èxit moderat entre els consumidors nord-americans com el T-Mobile Sidekick. Més tard, a mitjans de la dècada dels 2000, els usuaris empresarials dels Estats Units van començar a adoptar dispositius basats en el Windows Mobile de Microsoft i després els telèfons intel·ligents BlackBerry de Research In Motion. Els usuaris nord-americans van popularitzar el terme "CrackBerry" el 2006 a causa del caràcter addictiu del dispositiu BlackBerry. Les funcions que podien evitar l'ús de la xarxa de dades mòbils van mantenir l'adopció de telèfons intel·ligents principalment per a professionals de negocis i " primers adoptants ".
Fora dels Estats Units i del Japó, Nokia va tenir èxit amb els seus telèfons intel·ligents basats en Symbian, desenvolupats originalment per Psion per als seus organitzadors personal. Va ser el sistema operatiu de telèfons intel·ligents més popular a Europa a finals dels anys 2000. Inicialment, els telèfons intel·ligents Symbian de Nokia estaven enfocats a negocis amb l'empresa Eseries, presentant dispositius similars als Windows Mobile i BlackBerry de l'època. A partir del 2006, Nokia va començar a produir telèfons intel·ligents orientats al consumidor, popularitzats per Nseries, empresa dedicada a l'entreteniment. Fins al 2010, Symbian era el sistema operatiu de telèfons intel·ligents més utilitzat arreu del món.

### Canvis de forma i del sistema operatiu
A finals de la dècada dels 2000 i principis de la dècada de 2010 es va produir un canvi en les interfícies dels telèfons intel·ligents, des dels dispositius amb teclats físics i teclats fins a dispositius amb pantalles tàctils capacitives grans. El primer telèfon de qualsevol tipus amb una gran pantalla tàctil capacitiva va ser el LG Prada, anunciat per LG el desembre del 2006. Es tractava d'un telèfon amb funcions de moda creat en col·laboració amb el dissenyador de luxe italià Prada amb una pantalla de 3" - 240x400 píxels.

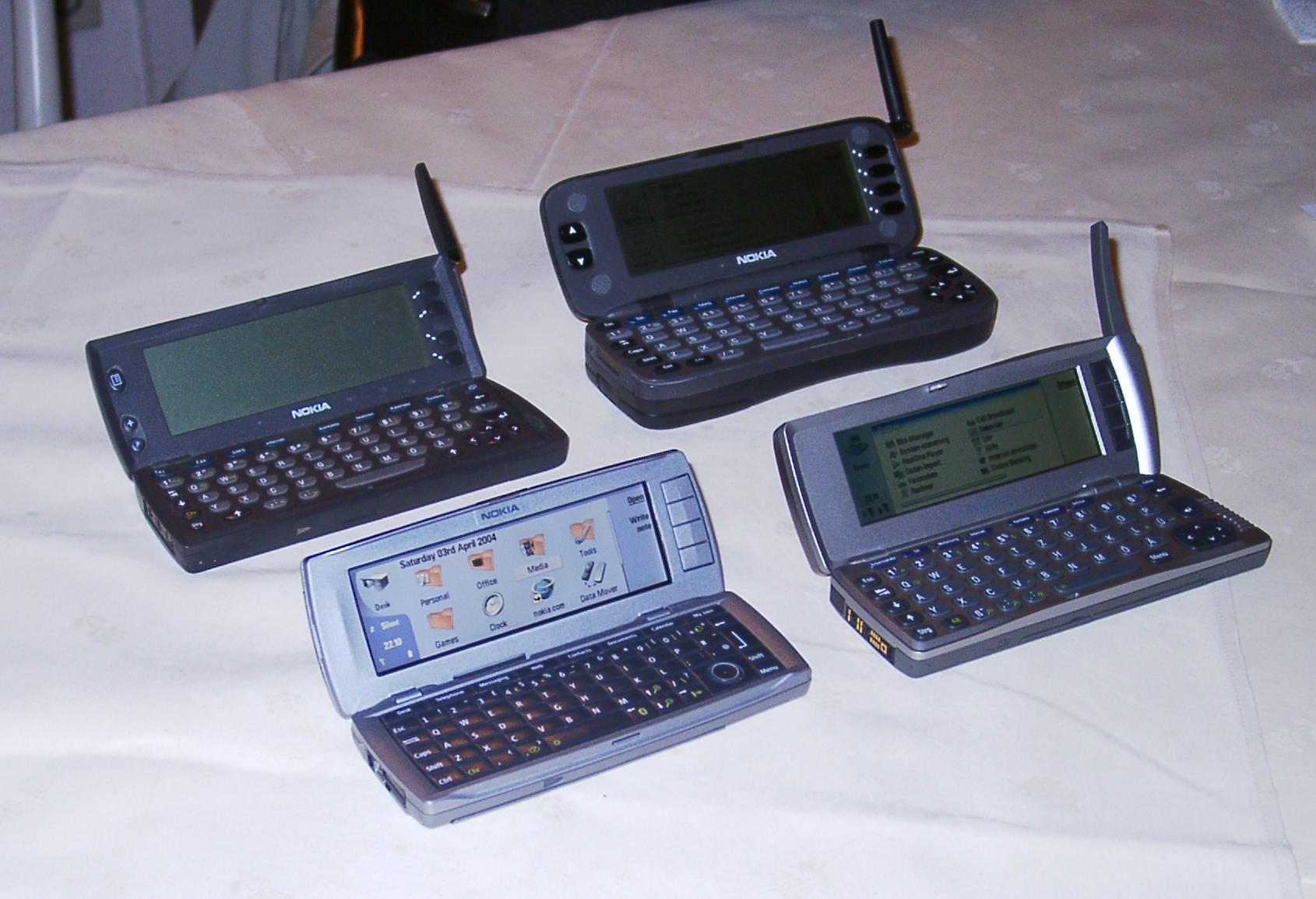
Alguns dels primers telèfons intel·ligents de Nokia, la sèrie 9000 Communicator.

#### L'auge de l'iPhone i Android
A final de 2007 Apple va introduir el seu primer telèfon intel·ligent: l'iPhone. Fou un dels primers en utilitzar fonamentalment la pantalla tàctil per a tots els seus usos i destacà per ser el primer telèfon mòbil en fer ús d'una interfície multitàctil, cosa que permetia gestos com "pessigar" per fer zoom dins o fora de fotografies, mapes i pàgines web.Tenia una pantalla tàctil capacitiva de 3,5 polzades amb el doble de resolució comuna que la majoria de pantalles de telèfons intel·ligents de l'època. Un altre avantatge decisiu va ser la qualitat del seu navegador web en comparació amb les alternatives existents (a la web d'experts Ars Technica el valoraren com a "molt superior a qualsevol que hagi fet servir abans").
L'iPhone va ser notable com el primer dispositiu d’aquest tipus a abandonar l’ús d’un llapis, teclat o teclat típic dels telèfons intel·ligents contemporanis per a introduir un dispositiu gran amb pantalla tàctil per a l'entrada directa del dit com a principal mitjà d'interacció.
El sistema operatiu de l'iPhone també es va apartar dels anteriors que es van adaptar des de PDA i telèfons amb funcions prou potents per evitar l'ús d'un navegador web limitat que requereixi pàgines creades especialment amb tecnologies com WML, cHTML o XHTML, amb les quals els telèfons anteriors eren compatibles. Aixñi, van decidir executar una versió del navegador Safari d'Apple que podria representar fàcilment llocs web complets.
El juliol de 2008 Apple va llançar un nou model amb un preu menor i suport 3G. També es va crear l'App Store amb aplicacions tant gratuïtes com de pagament, que permetia d'instal·lar aplicacions desenvolupades per tercers. Aquesta botiga d'aplicacions ha tingut un gran succés, així per exemple a l'abril de 2010 ja s'oferien més de 185.000 aplicacions. La reeixida de l'iPhone ha refermat certes tendències dins del món dels telèfons intel·ligents com ara l'ús d'interfícies tàctils, l'abandonament dels teclats o la importància de les botigues d'aplicacions.
Els sistema operatiu Android, desenvolupat per Google, va aparèixer per a telèfons intel·ligents l'any 2008. Es tracta d'un sistema operatiu de codi obert basat en Linux i suportat per l'Open Handset Alliance (que a part de Google està formada per Intel, HTC, Motorola i Samsung entre d'altres). El primer telèfon intel·ligent a utilitzar-lo va ésser l'HTC Dream, anomenat G1 per l'operadora americana T-Mobile que el distribuí. El programari inclòs en el sistema operatiu integra els serveis propis de Google com ara correu, calendari, navegació, etc. Les aplicacions de tercers són disponibles a l'Android Market.

## Suport de banda
Quantes més bandes de ràdio pugui suportar un telèfon mòbil, més freqüències podrà utilitzar. Els telèfons tetrabanda suporten quatre freqüències. Per tant, i en teoria, proporcionen una millor cobertura en comparació de qualsevol altre telèfon mòbil tribanda, banda dual o banda simple. A aquests telèfons de quatre bandes també se'ls ha anomenat telèfons intel·ligents mundials, ja que són compatibles amb les quatre freqüències GSM més utilitzades arreu, permetent el seu ús en quasi qualsevol país. No obstant això, es recomana a l'usuari consultar sempre al seu operador de servei per saber la compatibilitat de l'equip.

## Sistemes operatius
Els sistemes operatius més utilitzats en telèfons intel·ligents són Android i iOS, combinats suposen entorn al 99% de les vendes en els darrers anys. Aquests han desplaçat altres sistemes operatius com ara Symbian, Blackberry i Windows Phone.

### Marques més vengudes
En el primer trimestre de 2015 es van vendre 298 milions d'unitats, en el segon trimestre la xifra va augmentar en un 1,9 %, superant els 300 milions d'unitats, en el tercer trimestre van créixer 15,5 %, fins als 353 milions d'unitats, gràcies a l'embranzida als mercats emergents, segons les dades de la consultora tecnològica Gartner. Samsung i Apple són les marques més venudes.
A continuació, Huawei avança a grans passos, ha aconseguit un 7,6 % de quota de mercat, retallant-li a Apple gairebé un 5% en aquests tres últims mesos, fins i tot de juliol a setembre la companyia va créixer un 70 %, sent la marca de major creixement. Una altra que segueix creixent és Xiaomi, que en el primer trimestre se situava sisena en el rànquing, i ara és quarta, amb un 5,9% de quota de mercat.
| Posició | Marca   | Percentatge en ventes |
| ------- | ------- | --------------------- |
| 1       | Samsung | 23,7 %                |
| 2       | Apple   | 13,1 %                |
| 3       | Huawei  | 7,7 %                 |
| 4       | Xiaomi  | 5,9 %                 |
| 5       | LG      | 5,8 %                 |

En sistemes operatius, Android va dominar en el tercer trimestre de 2015 amb una quota del 84,7 %; iOS, d'Apple, va registrar un 13,1%, i Windows Phone un 1,7 %, baixant 1,3 punts percentuals.

## Disseny

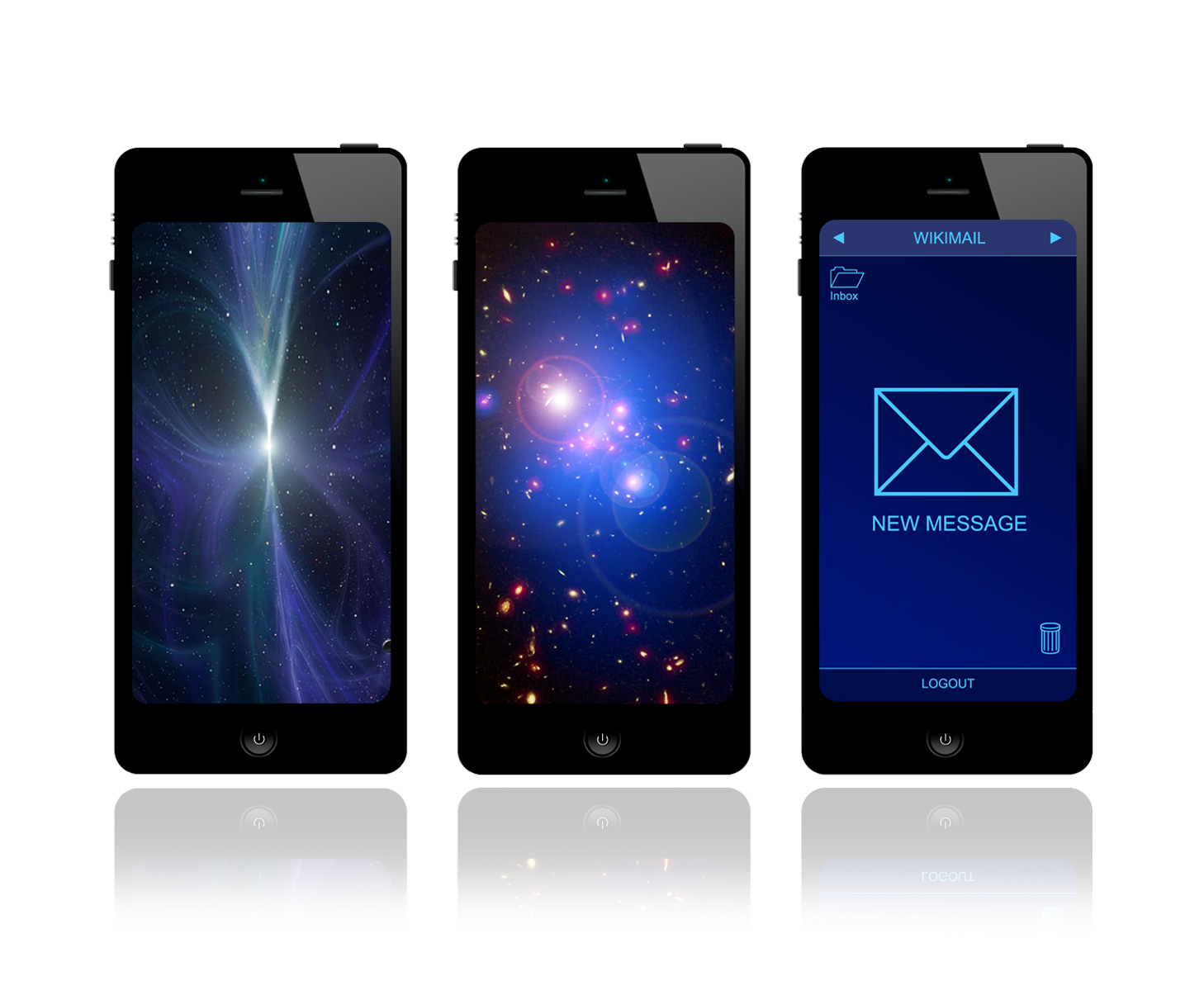
El disseny dels smartphones és molt similar entre ells.

En l'actualitat, el disseny dels smartphones és molt similar entre ells: rectangular, amb una o dues càmeres (tant frontal com a posterior) i alguns botons (generalment 3, +volum, -volum i un botó per al bloqueig/encès/apagat del dispositiu), ja que és totalment tàctil. Alguns exemples de telèfons denominats intel·ligents són: Sèrie iPhone d'Apple, Sèrie Optimus de LG, Sèrie BlackBerry de BlackBerry, Seriï Moto de Lenovo(Abans Motorola), Sèrie Lumia de Nokia i Microsoft, Sèrie Idol i Pop d'Alcatel, Sèrie Nexus de Google, Sèrie One de HTC, Sèrie Xperia de Sony, Sèrie Galaxy de Samsung, Sèrie Ascend de Huawei, Sèrie Grand i Blade de ZTE, Sèrie Aquaris de BQ, Sèries Dash, Studio i Life de BLU, etc.

## Innovacions futures
Les tendències i innovacions que pateixen els smartphones són constant. Sempre s'està buscant millorar els processadors, millorar la nitidesa de la pantalla, la qualitat de l'àudio, etc.
El mercat del telèfon intel·ligent està sempre actiu i en constant canvi, ja que és un dels mercats més important al món actualment i on s'inverteix una gran quantitat de diners. Tothom vol tenir un smartphone, però encara més important, tothom vol tenir el millor smartphone. Qui tingui millors característiques, serà qui lideri el sector, independentment del preu tal com podem comprovar amb marques com iPhone i Samsung les quals han estat criticades molts cops per "inflar els preus dels seus productes" només pel nom que tenen guanyat dins aquest món de la tecnologia. D'aquesta manera s'entén perquè aquestes marques segueix sent empreses capdavanteres en el sector quan cada cop més marques com Huawei, Xiaomi, etc. estan desenvolupant millors càmeres, softwares, i estan donant als seus productes un valor afegit que els posa al mateix nivell que les altres marques.

### Noves càmeres
La innovació pel que fa a les càmeres s'ha imposat en el mercat tecnològic dels telèfons. En aquest sentit cal destacar la qualitat de les càmeres Leica, dels últims productes de la marca Huawei els quals estan agradant molt al públic. Aquestes càmeres són un producte de la col·laboració de Huawei amb la marca Leica. Huawei crea les seves pròpies càmeres amb l'ajuda de sensors Sony que li donen aquest valor afegit i Leica posa l'experiència a través d'un control de qualitat d'aquestes. Aquest projecte va aconseguir la creació de la tan coneguda càmera doble de la que disposen telèfons com el Honor 6 Plus, el Honor 6, el Huawei P9, el Huawei P10 i del que més s'ha parlat, el Huawei P20.
El motiu o més ben dit els motius pels quals s'ha augmentat el nombre de càmeres a dos i fins i tot tres són la millora de diferents funcions que aquesta té. Les dues càmeres, a part de duplicar l'òptica, fa que el telèfon disposi de dos sensors independents, inclús amb resolucions diferents si és el cas. Les diferents marques han enfocat aquest avantatge de diferent manera però les funcions més explotades han estat:
- L'enfocament: A part de proporcionar una major velocitat d'enfocament, el doble objectiu ens permet jugar amb l'enfocament. Com ja se sap en el món de les càmeres només es pot enfocar un únic pla en cada fotografia. En aquest cas, mentre una de les càmeres, podríem dir que la principal, es dedica a enfocar l'objecte fotografiat, l'altre o altres òptiques es dediquen a emmagatzemar informació del que es troba al fons. D'aquesta manera, un cop feta la foto, podrem decidir que és el que realment ens interessa enfocar de la imatge a través de l'edició. Només cal que seleccionis qualsevol element del fons perquè quedi automàticament enfocat. Aquesta funció és la més treballada per smartphones com el HTC One M8.
- Millor captació de la llum: En situacions en què hi ha molt poca llum ens interessa, per poder millorar la qualitat de la nostra fotografia, que els sensors de la càmera s'obrin per poder captar més llum. Per aconseguir que la foto quedi correctament exposada, la mida d'aquest sensor hauria de ser tal que no es podria adaptar a la mida del mòbil. D'aquesta manera es multipliquen els sensors, per poder captar més llum a través de la suma de les diferents intensitats de llum que cadascun capta. Huawei es va centrar molt en aquesta funció en el seu telèfon intel·ligent Honor 6 Plus.
- Fotografies de gran angular: En aquest cas, a l'hora de triar quin tipus de càmeres es combinaran, es prioritza el combinar una càmera de bona qualitat amb una òptica gran angular. Això permet fer el que coneixem com fotografies panoràmiques sense necessitat de moure el telèfon, ja que disposem d'un zoom-out, que fa que l'angle de visió augmenti. Aquesta funció la veiem en el LG G5, el qual disposa d'un gran angular de 8 MP capaç d'aconseguir un angle de fins a 135 graus.
- Millora del zoom: Tenir dues càmeres suposa que a l'hora de fer zoom, es pugui sumar les informacions dels diferents sensors per obtenir una imatge més nítida, i acabar així amb el típic blur que queda en les fotografies massa augmentades. També ajuden a l'estabilització de la imatge per un millor resultat.
- Vídeos en càmera lenta: La gravació en aquest tipus de mòbil fa que cadascuna de les càmeres gravi amb resolucions diferents, per exemple en 60 fps i 120 fps respectivament. Això farà que la funció slow motion no perdi qualitat.

Quan es tracta d'una triple càmera, es pot, o bé combinar diferents funcions de manera creuada entre les càmeres o bé centrar les tres òptiques a una mateixa funció per millorar-ne la qualitat.
El Huawei P20 Pro, va ser el primer a disposar de 3 càmeres, les quals es van millorar en el cas del Huawei Mate 20 Pro. Actualment existeixen altres smartphones amb doble i triple càmera com per exemple LG V40 ThinQ, el qual disposa de triple càmera posterior i doble càmera davantera.

### Major superfície de la pantalla
Els motius pels quals la gent cada cop tendeix a voler telèfons amb una pantalla més grans són molts. Els arguments que fan als clients odiar les pantalles petites són molts: un 57,2% dels usuaris assegura que això els provoca tocar per accident icones que no corresponen quan veuen vídeos o juguen a videojocs; un 40,3% clica anuncis no desitjats; un 35,4% odia no poder veure les imatges en pantalla completa; i un 31,3% té problemes teclejant o editant fotografies i vídeos. La solució a tots aquests problemes ha estat identificada com la necessitat de produir smartphones amb pantalles més grans però el 57,1% dels usuaris no volen renunciar a poder utilitzar el telèfon amb una sola mà. És a dir, estem parlant d'aconseguir telèfons amb una pantalla més gran però que aquesta no faci augmentar la mida d'un telèfon que sigui possible d'utilitzar amb una sola mà.
Va haver-hi durant uns anys la tendència de comercialitzar telèfons amb pantalles més grans però fent així que tot el telèfon augmentés la seva mida. Aquesta iniciativa utilitzada per exemple per empreses com Samsung amb telèfons com el Galaxy Note I, Galaxy Note Il, etc. no va ser molt ben rebuda pel públic, ja que va fer que fos impossible utilitzar els seus productes sense haver d'utilitzar les dues mans. Aquests dispositius estaven dirigint-se cada cop més a l'estètica de les tablets, les quals no són còmodes per portar a les butxaques, una de les qualitats més importants que han de tenir els smartphones, ser fàcil de transportar.
El creixent protagonisme de la pantalla ha fet que el telèfon sense bisell, és a dir, amb una pantalla sense marcs, s'hagi convertit en la nova tendència en smartphones, la qual es va començar a comercialitzar-se l'any 2017 amb l'arribada del LG G6 al mercat. En aquesta línia s'està buscant cada cop una proporció pantalla-superfície més elevada, donant un aspecte clarament més futurista als smartphones del segle xxi. La relació entre mòbil i pantalla ja crescut del 68% al 78% en els últims anys. Es pretén arribar a un punt en què es pugui aprofitar tota la superfície davantera per poder multiplicar el nombre de píxels, ja que d'aquesta manera augmentarem la productivitat podent contenir més informació i més contingut, en una mateixa pantalla.
Però hi ha molts factors que poden complicar convertir tota la superfície d'un mòbil en una pantalla. Apple per exemple va estar deu anys limitat en aquest sentit per l'espai que aquesta marca reserva pel seu característic botó home. No va ser fins a l'estrena del seu model iPhone X que no va aconseguir alliberar-se d'aquesta limitació, evolucionant en el que s'anomena notch. Va ser aquest model de telèfon el qual va posar de moda aquesta pràctica.
El notch es podria traduir en "petita pestanya" i és aquella petita part negra que tenen alguna smartphones a la part superior on s'ubica, la càmera interior, la càmera d'infrarojos, el flaix davanter, etc. El que el diferencia del marge superior on, en els primers smartphones, estaven aquests elements és que en aquesta pestanya permet augmentar la superfície de la pantalla la qual s'adapta al seu voltant. D'aquesta manera s'aconsegueix l'efecte que tanta gent busca, el que la pantalla ocupi la totalitat del telèfon, sense renunciar a elements com el de la càmera frontal.
L'any 2018 ha aparegut una nova tendència que consisteix en la creació de telèfons mòbils amb càmera retràctil. D'aquesta manera la indústria està acostant-se cada cop més a l'objectiu d'aconseguir una pantalla que ocupi tota la superfície frontal del dispositiu, ja que la càmera frontal queda amagada quan no cal el seu ús.

## Tendències
La tendència sembla indicar que els telèfons intel·ligents inclouen accés a internet, calendari, càmera de fotos, agenda de contactes, connexió per infraroigs i Bluetooth, navegació GPS, i a voltes possibilitat de llegir documents de diferents formats, com ara PDF i Microsoft Office. Alguns inclouen també càmera de vídeo i receptor de televisió.

## Vendes
Des del 1996, els enviaments de telèfons intel·ligents han tingut un creixement positiu. Al novembre de 2011, el 27% de totes les fotografies creades es van fer amb telèfons intel·ligents equipats amb càmeres. El setembre de 2012, un estudi va concloure que 4 de cada 5 propietaris de telèfons intel·ligents utilitzen el dispositiu per comprar en línia. Les vendes mundials de telèfons intel·ligents van superar les xifres de vendes de telèfons funcionals a principis del 2013. Els enviaments mundials de telèfons intel·ligents van superar els 1.000 milions d’unitats el 2013, un 38% més que els 725 milions del 2012, mentre que representaven un 55% del mercat de telefonia mòbil. El 2013, les vendes de telèfons intel·ligents van començar a disminuir per primera vegada. El primer trimestre del 2016, per primera vegada, els enviaments van caure un 3 per cent interanual. La situació va ser causada per la maduració del mercat xinès. Un informe de NPD mostra que menys del 10% dels ciutadans dels Estats Units han comprat telèfons intel·ligents de més de 1.000 dòlars, ja que són massa cars per a la majoria de la gent, sense introduir funcions especialment innovadores, i enmig de Huawei, Oppo i Xiaomi, introdueixen productes amb funcions similars però a preus més baixos. El 2019, les vendes de telèfons intel·ligents van disminuir un 3,2%. Aquesta va ésser la més gran de la història dels telèfons intel·ligents. Es preveu que l'adopció generalitzada del 5G ajudarà a impulsar la venda de nous telèfons intel·ligents.

### Per fabricant
| Font                 | Data                    | Samsung | Apple Inc. | Huawei | Honor | Xiaomi | Oppo  | Altres | Referència |
| -------------------- | ----------------------- | ------- | ---------- | ------ | ----- | ------ | ----- | ------ | ---------- |
| Gartner              | Quart trimestre de 2019 | 17,3%   | 17,1%      | 14,3%  | 8,0%  | 7,5%   | 35,8% | [ 50 ] |            |
| IDC                  | 2T 2018                 | 21,0%   | 12,1%      | 15,9%  | 9,5%  | 8,6%   | 32,9% | [ 51 ] |            |
| Recerca Counterpoint | T3 2019                 | 21%     | 12%        | 18%    | 8%    | 9%     | 21%   | [ 52 ] |            |

## Vulnerabilitats
El giroscopi presenta vulnerabilitats que poden ser explotades per aconseguir els números pin.

## Exemples de telèfons intel·ligents

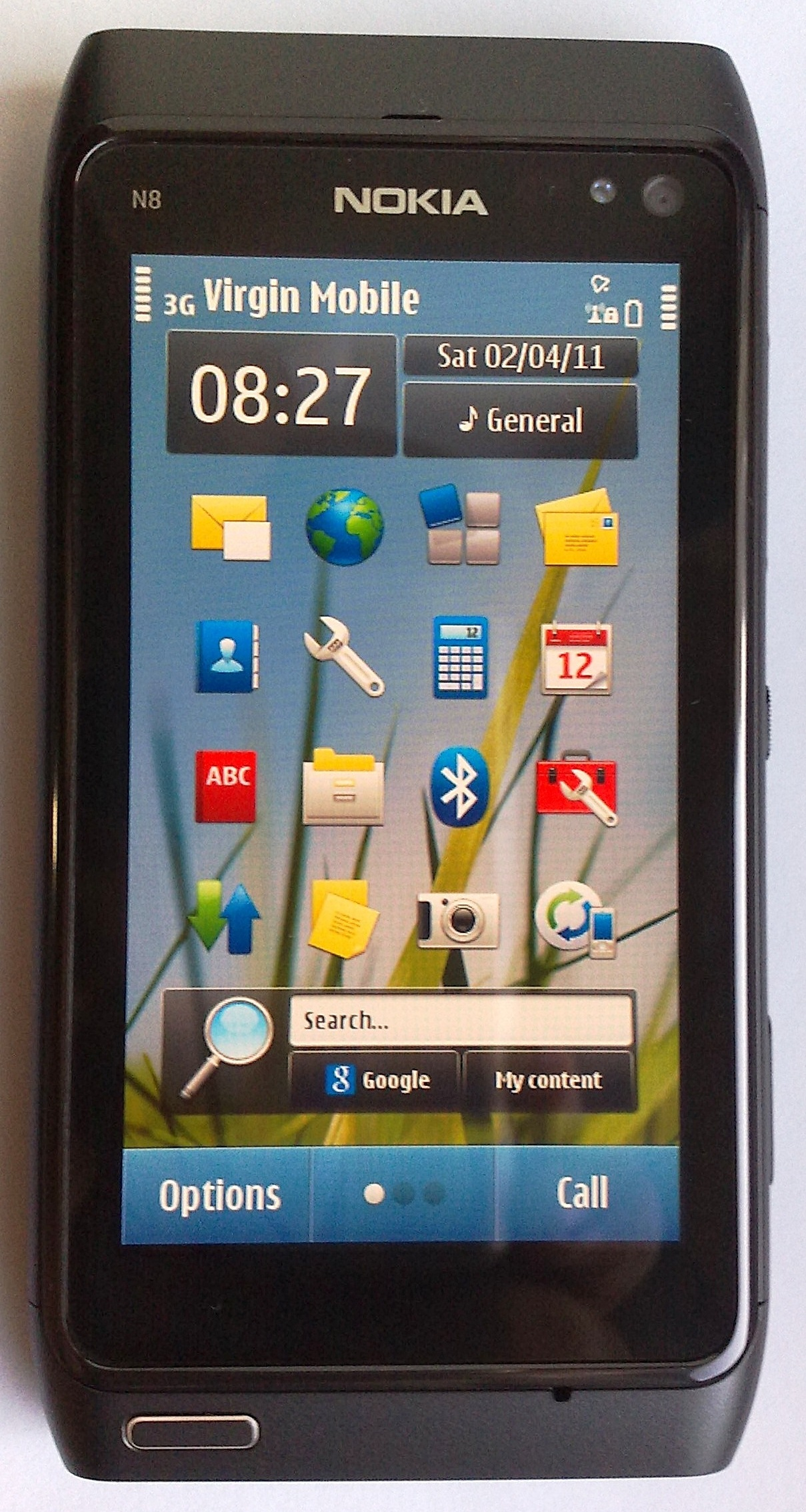
Nokia N8
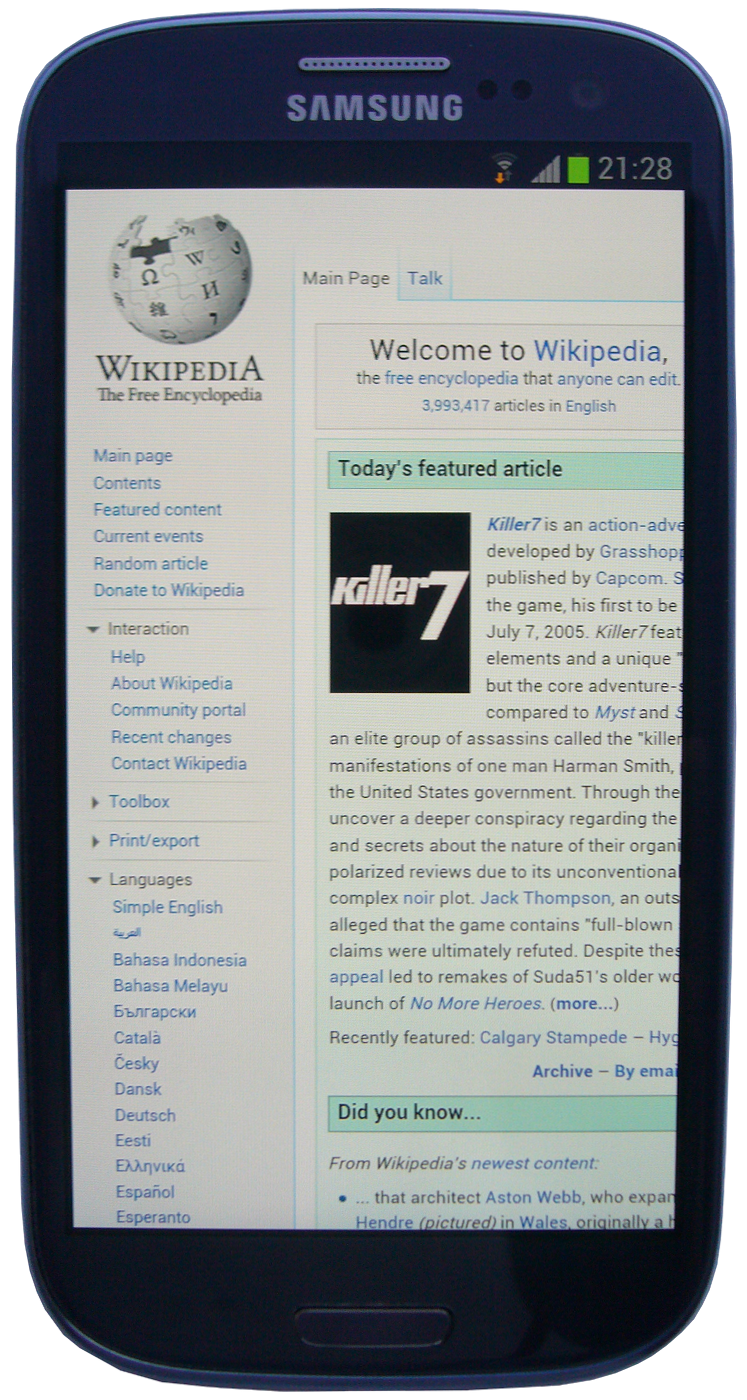
Samsung Galaxy S III
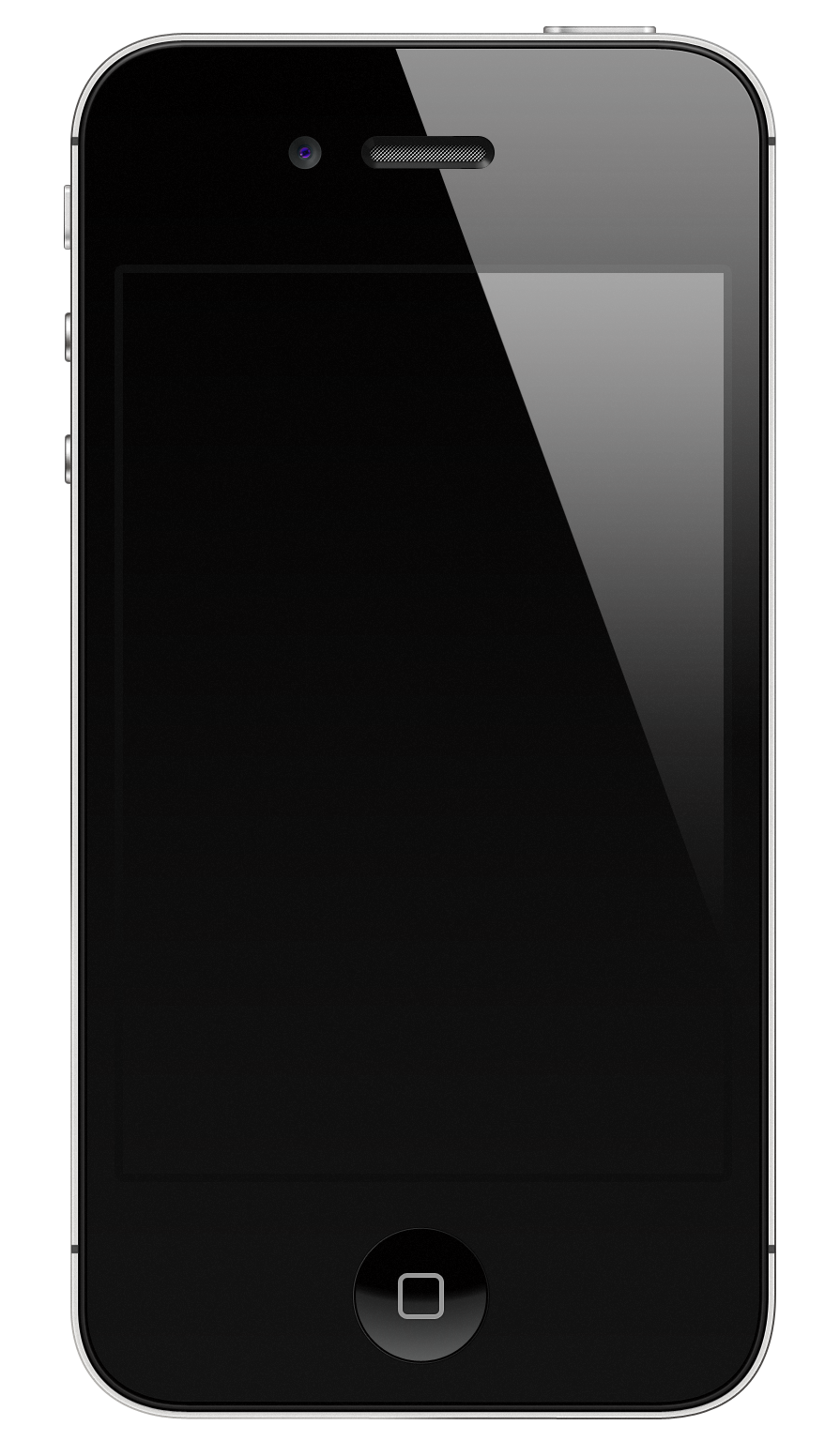
iPhone 4S
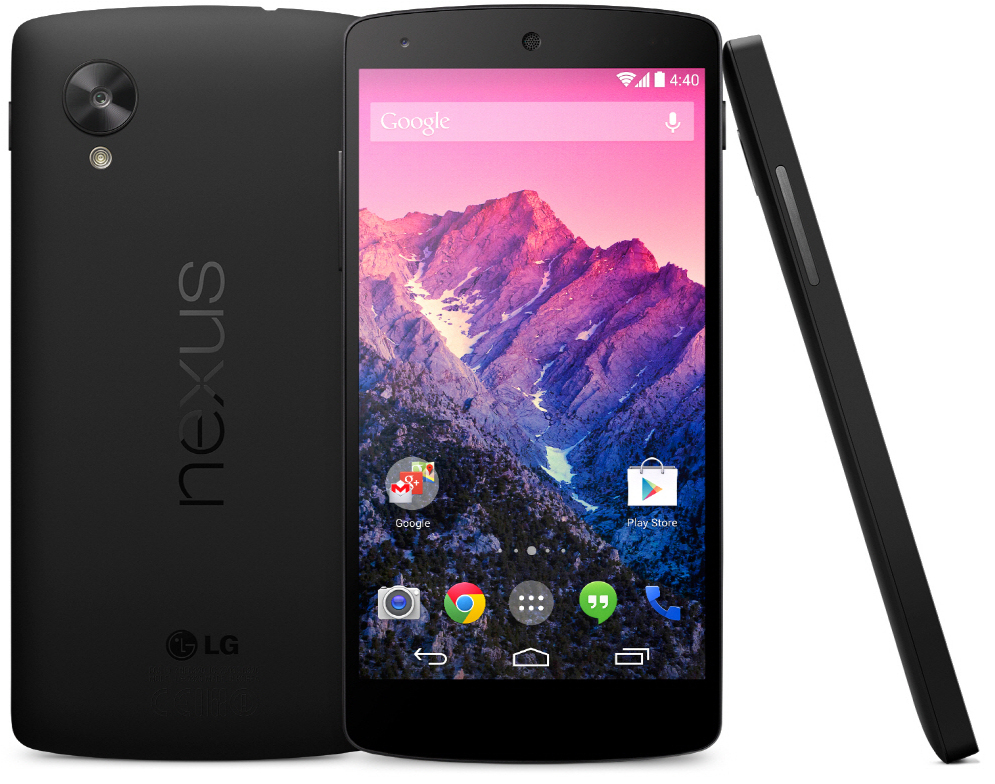
Nexus 5